# Чистопольская область

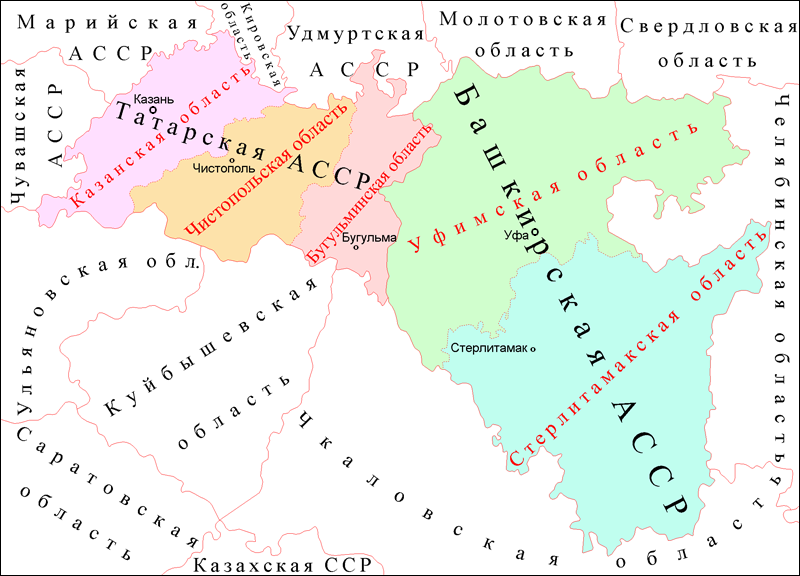
Области Татарской и Башкирской АССР в 1953 году

Чисто́польская область (тат. Чистай өлкәсе) — административная единица на территории Татарской АССР (РСФСР), существовавшая с 8 мая 1952 года по 30 апреля 1953 года (ликвидирована). Создана в результате эксперимента по областному переустройству территориально-административного состава автономных республик РСФСР на основании постановлений ЦК ВКП(б) от 19 и 24 апреля 1952 «Об образовании областей в составе Татарской АССР». Административный центр — город Чистополь.

## История
7 октября 1952 года город Бугульма получил статус города областного подчинения.
6 февраля 1953 года вышло постановление ЦК КПСС «Об образовании Бугульминской области в составе ТАССР» из частей Чистопольской и Казанской областей, однако образоваться она не успела, все области Татарской АССР были упразднены на основании Постановления ЦК КПСС от 25 апреля 1953 «Об упразднении Казанской, Чистопольской и Бугульминской областей ТАССР».

## Административно-территориальное устройство

### Административно-территориальное деление
- Город Чистополь;
- районы в их существовавших границах:
  - Азнакаевский, Аксубаевский, Актанышский, Акташский, Алексеевский, Алькеевский, Альметьевский, Бавлинский, Билярский, Бугульминский, Ворошиловский, Заинский, Калининский, Кзыл-Армейский, Кузнечихинский, Куйбышевский, Матвеевский, Мензелинский, Муслюмовский, Ново-Письмянский, Ново-Шешминский, Октябрьский, Первомайский, Сармановский, Тельманский, Тумутукский, Челнинский, Чистопольский, Шереметьевский, Шугуровский, Ютазинский, Юхмачинский, Ямашинский.

### Органы власти
Первым секретарём Чистопольского обкома ВКП(б) был назначен П. И. Дэльвин, работавший до этого секретарём Татарского обкома ВКП(б) по кадрам. Председателем облисполкома был избран М. Идиятуллин, бывший до этого заместителем заведующего отделом Татарского обкома ВКП(б).